# 후아나 아코스타
후아나 아코스타(Juana Acosta, 1976년 11월 28일 ~ )는 콜롬비아의 배우이다.

## 출연 작품
- 엘 인컨비니언테 (2020)
- 크라임 웨이브 (2018)
- 제페 (2018)
- 퍼펙트 스트레인저스 (2017)
- 더 클리프 (2016)
- 윈드 하바나 (2016)
- 브레드레스 타임 (2015)
- 리버레이터 : 자유를 위해 (2013)
- 스니치 : 마약과의전쟁 (2011)
- 사랑의 미로(영어판) (2010)
- 카를로스 (2010)
- 투 사이즈 오브 더 베드 (2005)
- 슬램 (2003)